# سیارک ۴۱۴۳
سیارک ۴۱۴۳ (به انگلیسی: 4143 Huziak، نامگذاری:1981QN1) چهار هزار و صد و چهل و سومین سیارک کشف شده‌است که در ۲۹ اوت ۱۹۸۱ کشف شد.
قدر مطلق سیارک برابر ۵۰.۵ است.